# 薩金特鎮區 (明尼蘇達州毛爾縣)
薩金特鎮區（英語：Sargeant Township）是位於美國明尼蘇達州毛爾縣的一個行政鎮區。

## 地方資料
薩金特鎮區的面積為91.70平方千米，皆為陸地。根據2020年美國人口普查的數據，當地共有人口291人，而人口密度為每平方千米3.17人。